# Francisco Antonio Granadillo

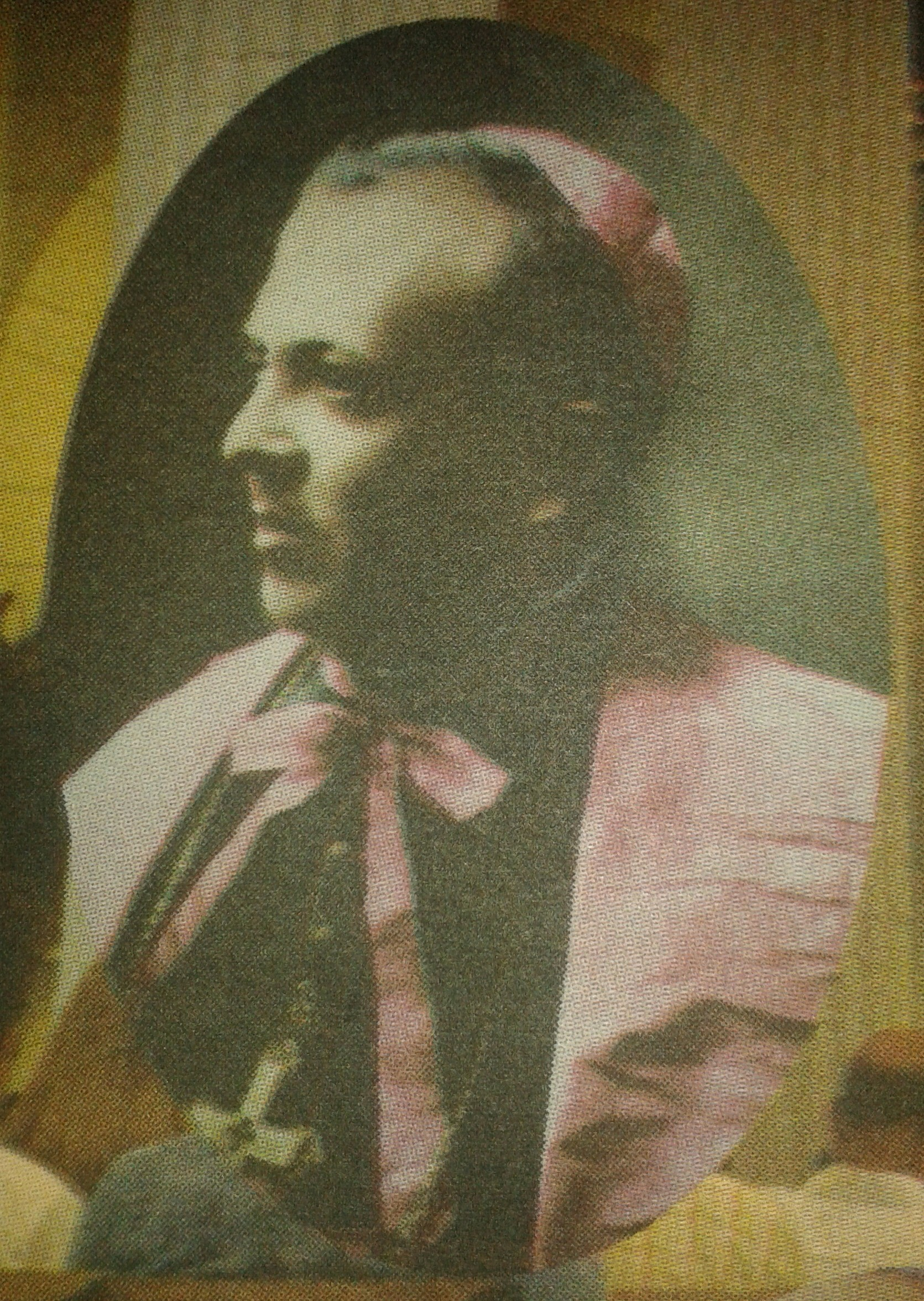
Francisco Antonio Granadillo

Francisco Antonio Granadillo (* 9. März 1878 in Montalbán; † 13. Januar 1927) war ein venezolanischer römisch-katholischer Geistlicher und Bischof von Valencia en Venezuela.

## Leben
Francisco Antonio Granadillo empfing nach den Studium der Philosophie und der Katholischen Theologie am 1. September 1901 das Sakrament der Priesterweihe.
Am 22. Juni 1923 ernannte ihn Papst Pius XI. zum ersten Bischof von Valencia en Venezuela. Der Apostolische Nuntius in Venezuela, Erzbischof Filippo Cortesi, spendete ihm am 21. Oktober desselben Jahres die Bischofsweihe; Mitkonsekratoren waren der Bischof von Calabozo, Arturo Celestino Álvarez, und der Bischof von Cumaná, Sixto Sosa Díaz.